# Gerhard Kander
Gerhard Kander (* 27. August 1921 in Mannheim; † 1. Januar 2008 auf Jamaika) war ein kanadischer Geiger deutscher Herkunft.
Kander emigrierte 1939 nach England und kam 1940 nach Toronto, wo er von einer Anwaltsfamilie adoptiert wurde. Er war Schüler von Carl Flesch und Adolf Busch und studierte in Kanada bei Kathleen Parlow und Naoum Blinder. Er trat als Solist mit den Sinfonieorchestern von Toronto, Quebec und Vancouver in Kanada auf sowie in den USA mit dem San Francisco Symphony Orchestra unter Pierre Monteux, dem Minneapolis Symphony Orchestra unter Dimitri Mitropoulos und dem Cleveland Symphony Orchestra unter Rudolph Ringwall. Er beendete seine musikalische Laufbahn bereits Ende der 1940er Jahre.